# Computerspelindustrie

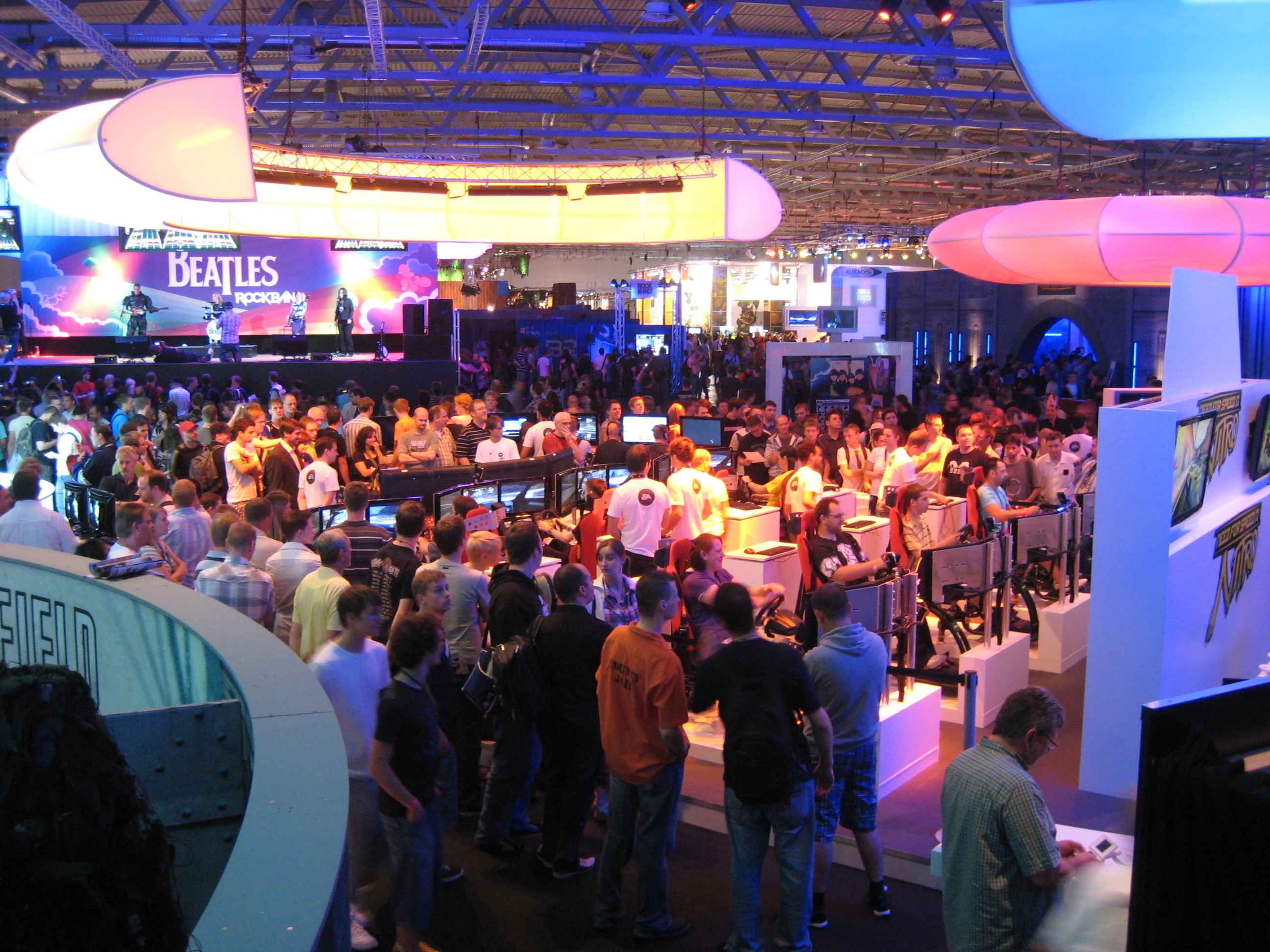
Stand van EA tijdens Gamescom.

De computerspelindustrie is de verzamelnaam voor bedrijven die zich bezighouden met het ontwikkelen en verkopen van computerspellen voor zowel pc's als spelcomputers. De eerste commerciële spellen werden verkocht in de jaren 70 van de twintigste eeuw, en in de loop der jaren is het uitgegroeid tot een industrie met een omzet van 10 miljard euro in 2008 tot bijna 200 miljard euro in 2021.
In de industrie zijn duizenden mensen werkzaam, zoals programmeurs, grafisch artiesten, animators, scriptschrijvers, regisseurs, producenten, componisten, spelontwerpers, testers, marketeers en technici.

## Beschrijving
De drie grootste markten in de computerspelindustrie zijn Azië (China, Japan en Zuid-Korea), de Verenigde Staten en Europa (Duitsland, Verenigd Koninkrijk en Frankrijk).
Traditioneel gezien kunnen er zes lagen worden benoemd die een rol spelen in de computerspelindustrie:
1. Spelontwikkeling, de mensen die het spel ontwerpen en produceren
2. Uitgever, die de ontwikkeling financiert en het spel gaat adverteren
3. Distributie, de kanalen om het spel bij de consument te krijgen
4. Winkelier, waar het spel wordt verkocht
5. Consument, die het spel koopt en speelt
6. Hardwarefabrikanten, die de fysieke hardware zoals spelcomputers maken

Jaarlijks worden er meerdere conventies gehouden om nieuwe ontwikkelingen en spellen aan te kondigen of te demonstreren aan het publiek. Tijdens een conventie bespreekt of bekijkt men gedeelde interesses, die worden georganiseerd door groepen die het onderwerp willen promoten. Vaak duren gaming conventies meerdere dagen en kunnen tot wel 300.000 bezoekers trekken. De drie grootste gamingconventies zijn de Electronic Entertainment Expo (E3) in de VS, Gamescom in Duitsland en Tokyo Game Show (TGS) in Japan.
Ter erkenning van positief ontvangen computerspellen worden er jaarlijks meerdere prijzen en awards uitgereikt aan spelstudio's en ontwikkelaars. Enkele grote evenementen zijn The Game Awards, de Golden Joystick Awards en de Japan Game Awards. Ook delen veel websites en tijdschriften zelf hun Game of the Year-prijzen uit aan het computerspel dat volgens hen het beste is van dat jaar.

## Belangrijke bedrijven
Belangrijke en grote internationale spelontwikkelaars in de industrie zijn:
- Atari
- Activision
- Bethesda Game Studios
- BioWare
- Blizzard Entertainment
- Capcom
- Electronic Arts
- Epic Games
- Frontier Developments
- Guerrilla Games
- id Software
- Konami
- Microsoft
- Mojang
- Naughty Dog
- Namco
- Nintendo
- Rare Ltd.
- Rockstar Games
- Sega
- Sierra Entertainment
- Sony
- Square Enix
- Sunsoft
- Taito
- Take-Two Interactive
- Tencent Games
- Ubisoft
- Valve
- Zynga

## In Nederland
Nederland doet al sinds de jaren 80 actief mee met de computerspelindustrie. In 1985 werd de game Eindeloos gemaakt door Radarsoft en uitgegeven door Philips. Davilex Games ontwikkelde games tussen 1995 en 2006.
In 2012 heeft een groep met onder meer de TFI, TNO, Control en Monpellier Venture uitgebreid onderzoek gedaan naar de Nederlandse game-industrie. Sinds 2013 zijn er bijna 330 Nederlandse bedrijven actief in deze industrie. Naast grote ontwikkelaars zoals Guerrilla Games, is de Nederlandse industrie vooral bevolkt door kleinere onafhankelijke studio's waarvan een flink aantal zijn gevestigd in de Dutch Game Garden in Utrecht.
Verder heeft de Nederlandse industrie ook een eigen branchevereniging, de Dutch Games Association (DGA). Ook is er een vakblad voor de Nederlandse industrie, genaamd Control.